# Lista de personalidades de Oslo
A lista de personalidades de Oslo é uma lista incompleta sobre personalidades que nasceram em Oslo, capital da Noruega, e que constam na Wikipédia.
- Kristian Birkeland (1867—1917), físico
- Johan Svendsen (1840—1911), compositor
- Waldemar Christopher Brøgger (1851—1940), geólogo
- Christian Krohg (1852—1925), pintor, escritor e jornalista
- Gunnar Heiberg (1857—1929), escritor
- William Palin Elderton (1877—1962), atuário
- Olaf Holtedahl (1885—1975), geólogo
- Trygve Lie (1896—1968), político
- Sonja Henie (1912—1969), patinadora artística
- Erling Lorentzen (1923—), empresário
- Kåre Willoch (1928—), político
- Ragnhild da Noruega (1930—), filha de Marta da Suécia e Olavo V da Noruega
- Astrid da Noruega (1932—), filha de Marta da Suécia e Olavo V da Noruega
- Sônia da Noruega, rainha consorte da Noruega
- Jon Elster (1940—), filósofo
- Ole Daniel Enersen (1943—), escritor e jornalista
- Jostein Gaarder (1952—), escritor
- Hank Von Helvete (1972-), músico
- Grete Waitz (1953—), fundista
- Haakon Lorentzen (1954—), empresário
- Jens Stoltenberg (1959—), político
- Paul Waaktaar-Savoy (1961—), guitarrista
- Magne Furuholmen (1962—), músico
- Linn Ullmann (1966—), escritora e jornalista
- Anja Garbarek (1970—), cantora e compositora
- André Bergdølmo (1971—), futebolista
- Espen Lind (1971—), músico e produtor
- Kjetil André Aamodt (1971—), esquiador alpino
- Marta Luísa da Noruega (1971—), filha de Sônia da Noruega e Haroldo V da Noruega
- Haquino Magno da Noruega (1973—), herdeiro aparente ao trono da Noruega
- Raphael Zuber (1973—), arquiteto e professor convidado no AHO Oslo
- Steffen Iversen (1976—), futebolista
- Joachim Hansen (1979—), lutador de artes marciais
- Maud Behn (2003—), filha de Marta Luísa da Noruega e Ari Behn
- Ingrid Alexandra da Noruega (2004—), filha de Mette-Marit da Noruega e Haquino Magno da Noruega
- Sverre Magno da Noruega (2005—), filho de Mette-Marit da Noruega e Haquino Magno da Noruega